# Mara Wilson

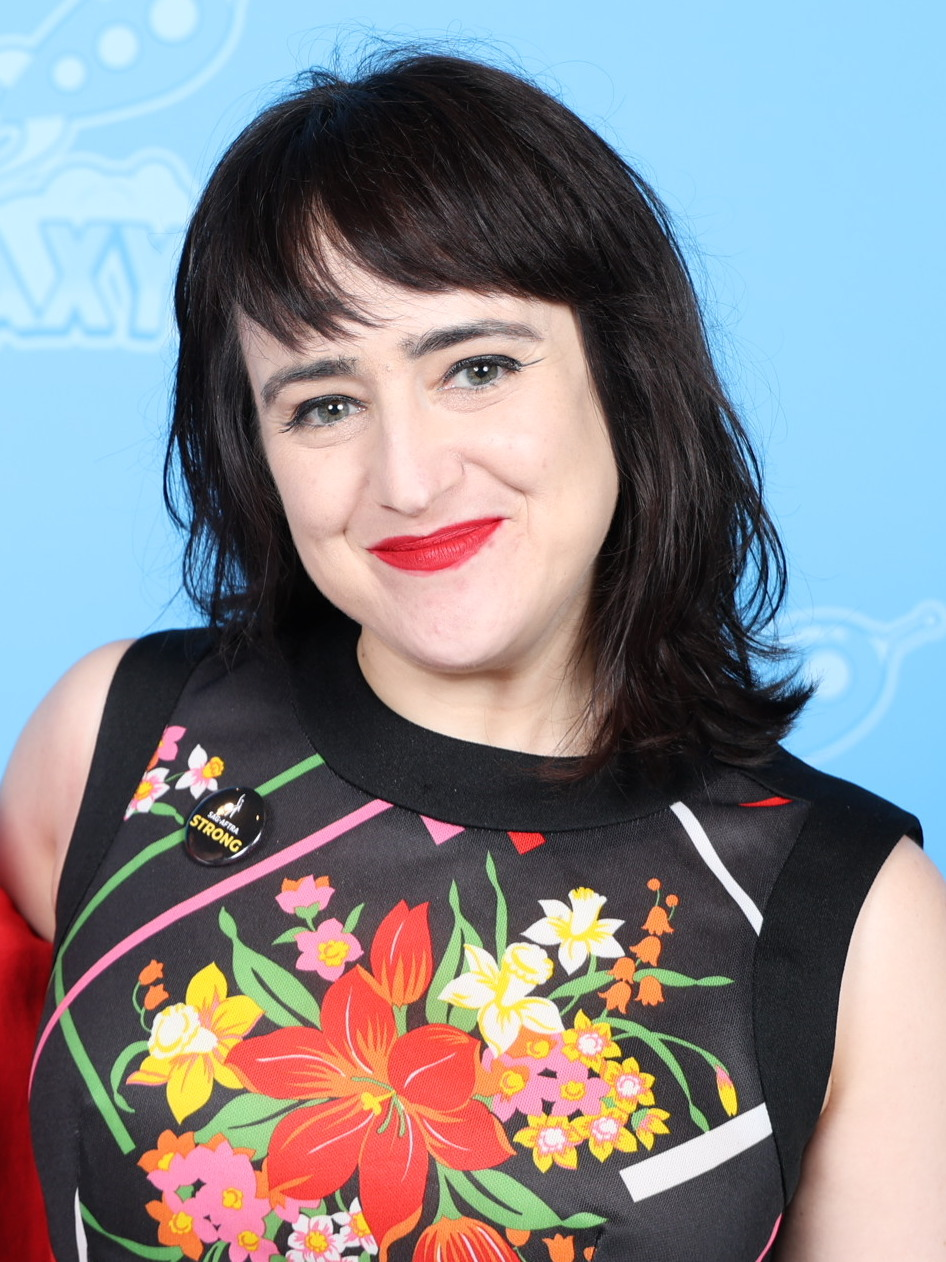
Mara Elizabeth Wilson (2023)

Mara Elizabeth Wilson (* 24. Juli 1987 in Los Angeles, Kalifornien) ist eine US-amerikanische Schauspielerin, die vor allem als Kinderdarstellerin bekannt wurde.

## Leben
Mara Wilson ist das zweitjüngste von fünf Kindern. Ihre drei älteren Brüder heißen Danny (* 1979), Jon (* 1980) und Joel (* 1982), ihre jüngere Schwester heißt Anna (* 1993).
Nachdem ihr Bruder Danny bereits erste Erfahrungen als Schauspieler in diversen Werbespots gesammelt hatte, entschloss sich Wilson, es ihm gleichzutun. Auch sie fing zunächst als Darstellerin für Werbespots (unter anderem für Texaco, Bank Of America) an. Mit fünf Jahren startete sie ihre professionelle Schauspielkarriere. 1993 war sie in der erfolgreichen amerikanischen Seifenoper Melrose Place zu sehen. Noch im selben Jahr bekam sie dann im Alter von sechs Jahren ihre erste große Kinofilmrolle. Sie spielte im sehr erfolgreichen Kinofilm Mrs. Doubtfire (1993) die jüngste Tochter der beiden Hauptcharaktere, gespielt von Robin Williams und Sally Field.
Im darauffolgenden Jahr spielte sie in dem Fernsehdrama Und die Zeit heilt alle Wunden, welches auf einer wahren Geschichte beruht, die Tochter einer jungen Frau, die mit Anfang 30 einen Schlaganfall erleidet. Wilsons großer Durchbruch kam Ende 1994 mit dem Weihnachtsfilm Das Wunder von Manhattan, der Neuverfilmung des gleichnamigen Films aus dem Jahre 1947. Sie spielte darin die Rolle der 7-jährigen Susan Walker (1947 von Natalie Wood verkörpert), die nicht an den Weihnachtsmann glaubt und durch diesen schließlich doch die Wahrheit des Weihnachtsmannes kennenlernt. Ironischerweise stammt Wilson aus einer jüdischen Familie und wurde demnach nicht erzogen, an den Weihnachtsmann zu glauben, doch laut Produzent John Hughes passte dies gut zur Rolle der Susan, da ihr Statement, dass es keinen Weihnachtsmann gäbe, glaubwürdiger rüberkam.
1996 folgte ihre wohl bekannteste Rolle: Ihre Darstellung der Titelrolle in Danny DeVitos Verfilmung des Roald-Dahl-Romans Matilda wurde von der Kritik positiv aufgenommen. Wilson verlor nach den Dreharbeiten zu diesem Film ihre Mutter, die an Brustkrebs starb.
In den darauffolgenden zwei Jahren folgten noch jeweils ein Kinofilm (Der Zauberwunsch, 1997) und ein Fernsehfilm (Harveys Zauberballons, 1999), aber viele Skripte, die ihr geschickt wurden, lehnte sie ab. Im Alter von elf Jahren bekam sie ein Skript für Thomas, die fantastische Lokomotive (Thomas and the Magic Railroad), dessen Rolle, die für sie vorgesehen war, ihr ebenfalls zu jung war. Dennoch brachte Wilsons Vater sie dazu, die Rolle anzunehmen. Sie fand die Regisseurin Britt Allcroft nett und die Drehorte wie die Isle of Man sehr schön, allerdings setzte während der Dreharbeiten die Pubertät ein, was für einige unangenehme Situationen sorgte und dafür, dass sie nun auch zu alt für spätere Vorsprechen wurde. Nach Thomas brachte ihr Vater sie dazu, für eine Rolle von Mission: Possible – Diese Kids sind nicht zu fassen! (Catch That Child) vorzusprechen, die allerdings an Kristen Stewart ging. Nach einem gesamten Jahr ohne Rückrufe entschloss sich Wilson schließlich dazu, sich hauptsächlich auf die Schule und ihr Privatleben zu konzentrieren.
Im Juni 2005 schloss Wilson schließlich die Burbank Highschool erfolgreich ab und spielte im August desselben Jahres die Hauptrolle in einer Bühnenproduktion von Richard Rodgers und Oscar Hammersteins Musical Cinderella. Von 2005 bis 2009 studierte sie an der New York University Schauspiel und Theater. In einem Interview mit NYU Local erzählte sie Anfang 2009, dass sie sich durchaus vorstellen könne, später in Independent-Filmen mitzuspielen, allerdings würde es keine Mainstream-Filme wie Mrs. Doubtfire oder Matilda mehr mit ihr geben, da sie keine Lust habe, prominent zu sein.
2013 schrieb sie das Theaterstück Sheeple, das auf dem New York International Fringe Festival uraufgeführt wurde. 2015 wirkte sie, das erste Mal nach 15 Jahren, wieder in einem Kinofilm mit. In dem Independentfilm Billie Bob Joe des Regisseurs Joe Kowalski übernahm sie die Hauptrolle.
2016 ließ Wilson verlauten, dass sie bisexuell sei, und veröffentlichte ihre Autobiografie Where Am I Now?: True Stories of Girlhood and Accidental Fame. Sie gilt als Kritikerin des US-Präsidenten Donald Trump. Im April 2023 veröffentlichte Wilson mit Good Girls Don’t eine kurze autobiographische Darstellung, in der sie über ihre Zeit als junge Darstellerin, ihre Bekanntheit und deren Folgen für sie selbst reflektiert. In einem Interview anlässlich dieser Buchveröffentlichung sprach sie über die Konfrontationen mit sexualisierten Inhalten, als sie noch ein Kind war.

## Filmografie (Auswahl)
- 1993: Melrose Place (Fernsehserie, 5 Folgen)
- 1993: Mrs. Doubtfire – Das stachelige Kindermädchen (Mrs. Doubtfire)
- 1994: Und die Zeit heilt alle Wunden (A Time to Heal, Fernsehfilm)
- 1994: Das Wunder von Manhattan (Miracle on 34th Street)
- 1996: Matilda
- 1997: Der Zauberwunsch (A Simple Wish)
- 1999: Harvey’s Zauberballons (Balloon Farm, Fernsehfilm)
- 2000: Thomas, die fantastische Lokomotive (Thomas and the Magic Railroad)
- 2015: Billie Bob Joe
- 2016: Broad City (Fernsehserie, Episodenrolle)
- 2016: BoJack Horseman (Fernsehserie, Sprechrolle, 4 Episoden)

## Auszeichnungen
- 1995: ShoWest Award in der Kategorie Young Star of the Year
- 1997: Nominierung für den Saturn Award in der Kategorie Bester Nachwuchsschauspieler für Matilda
- 1997: Nominierung für den Young Artist Award in der Kategorie Beste Hauptdarstellerin in einem Spielfilm für Matilda
- 1997: YoungStar Award in der Kategorie Beste Hauptdarstellerin in einer Komödie für Matilda
- 1998: Nominierung für den Saturn Award in der Kategorie Bester Nachwuchsschauspieler für Der Zauberwunsch
- 1998: Young Artist Award in der Kategorie Beste Hauptdarstellerin in einem Spielfilm für Der Zauberwunsch
- 1998: Nominierung für den YoungStar Award in der Kategorie Beste Hauptdarstellerin in einer Komödie für Der Zauberwunsch
- 2000: Nominierung für den YoungStar Award in der Kategorie Beste Hauptdarstellerin in einer Komödie für Thomas, die fantastische Lokomotive
- 2001: Nominierung für den Young Artist Award in der Kategorie Beste Hauptdarstellerin in einem Spielfilm für Thomas, die fantastische Lokomotive